# آيت وعيان (عوينة يغمان)
آيت وعيان هي إحدى مشيخات المملكة المغربية، تتبع جغرافيا لإقليم آسا الزاك وإداريًا لعوينة يغمان. يقدر عدد سكانها بـ 774 نسمة حسب الإحصاء الرسمي للسكان والسكنى لسنة 2004.